# Статистики та історики українського футболу
У списку в алфавітному порядку подано головних істориків та статистиків українського футболу.
| П.І.Б.                         | Напрямок в історії та статистиці                           | Головні праці |
| ------------------------------ | ---------------------------------------------------------- | --- |
| Бабешко Олексій Анатолійович   | донецький футбол                                           | „«Шахтер» (Донецк). История команды. 1936—2006“ (2006)                                                                    |
| Бабешко Андрій Олексійович     | донецький футбол                                           | „«Шахтер» (Донецк). История команды. 1936—2006“ (2006)                                                                    |
| Бояренко Олександр Олексійович | маріупольський футбол, футбол України                      | «Пионеры футбола Юга России»                                                                                              |
| Волощук Олександр Миколайович  | чернігівський жіночий футбол, історія фанатського руху     | «Мої 500 виїздів» (2017), «„Легенда“ молодості нашої» (2020)                                                              |
| Гнатюк Василь В'ячеславович    | футбол України, криворізький футбол                        | |
| Двойнисюк Олександр            | миколаївський футбол                                       | |
| Жигулін Микола Федорович       | статистика українських футболістів (зокрема, в єврокубках) | «Клуб Льва Яшина» |
| Загоруйко Леонід Вікторович    | вінницький футбол                                          | "Епоха Вінницького футболу" (в співавторстві з Абрамович Леонід) (1 том (2018), 2 том (2020), 3 том (2021), 4 том (2024)) |
| Зарванський Віктор Ігорович    | тернопільський футбол                                      | «Ниві — 30. Сторінки історії» (2009)                                                                                      |
| Коломієць Анатолій Федорович   | київський футбол                                           | |
| Коржевський Василь             | чернівецький футбол                                        | «Літопис буковинського футболу. 1902-1992»                                                                                |
| Кудирко Андрій                 | футбол України                                             | |
| Ландер Юрій Самуїлович         | футбол України, харківський футбол                         | щорічні статистичні довідники                                                                                             |
| Ломов Анатолій Григорович      | полтавський футбол                                         | |
| Люпа Богдан Мар'янович         | львівський футбол                                          | «Хроніки львівського футболу. 1 том. Кінець ХІХ ст. - 1965 р.» (2015)                                                     |
| Мартинов Сергій                | одеський футбол                                            | |
| Михалюк Юрій Андрійович        | львівський футбол                                          | «Таємниці львівського футболу» (2004)                                                                                     |
| Москаленко Дмитро Валерійович  | дніпропетровський футбол                                   | "Від «Алькора» до «Дніпра»" 1-й том (2011), 2-й том (2012)                                                                |
| Муха Віктор Андрійович         | чернігівський футбол                                       | «Поклик перемоги» (2009), «Піввіку „Десни“» (2010), «Погляд через шість десятиліть» (2021)                                |
| Назаркевич Юрій Михайлович     | львівський футбол                                          | „«Карпати»: рік за роком (1963—2003)“ (2003), „СКА «Карпати» — була така команда“ (2009)                                  |
| Паук Олександр Павлович        | львівський футбол                                          | |
| Пилипчук Павло Мар'янович      | львівський футбол                                          | „«Карпати» від А до Я“ (2006), „СКА «Карпати» — була така команда“ (2009)                                                 |
| Стріха Віктор Федорович        | черкаський футбол                                          | «Футбол Черкасской области» (2007)                                                                                        |
| Хохлюк Віктор Миколайович      | статистика українських футболістів                         | «Клуб Олега Блохіна», «Клуб Євгена Рудакова», «Бомбардири України» (2011)                                                 |
| Чернишов Юрій                  | житомирський футбол                                        | «90 лет житомирского футбола» (1992)                                                                                      |
| Шкіров Юліан Юрійович          | луганський футбол                                          | «Век луганского футбола» (2008)                                                                                           |
| Яремко Іван Ярославович        | львівський спорт (зокрема, футбол)                         | |
| Яцина Юрій Анатолійович        | футбол України                                             | |
| Цюпа Олександр Миколайович     | жовтоводський футбол                                       | "Авангард" Жовті Води 1928-1991, "Сіріус" Жовті Води 1992-1995, "Спортінвест" Кривий Ріг 1995-1996                        |